# Exposition spécialisée de Rome 1953
L'Exposition internationale de l'agriculture de Rome 1953 (Esposizione internazionale dell'agricoltura di Roma 1953) est une exposition dite « spécialisée » reconnue par le Bureau international des expositions qui s’est déroulée du 26 juillet au  31 octobre 1953, à Rome, en Italie, sur le thème de l'agriculture. 
Il s’agit de la toute première exposition à avoir lieu au sein du Palais de la civilisation italienne (Palazzo della Civiltà Italiana) ou Palais de la civilisation du travail (Palazzo della Civiltà del Lavoro), au sein du quartier de l'EUR, qui fut achevé à cette occasion. 